# Dan Oružanih snaga Republike Hrvatske i Dan Hrvatske kopnene vojske
Dan Oružanih snaga Republike Hrvatske (OSRH) i Dan Hrvatske kopnene vojske (HKoV) obilježava se svake godine 28. svibnja, na dan kada je 1991. godine održana svečana smotra Zbora narodne garde (ZNG) na stadionu NK Zagreb u Kranjčevićevoj ulici i kada su hrvatskoj javnosti predstavljene prve brigade ZNG-a. Zbor narodne garde bio je naziv za profesionalnu, uniformiranu, oružanu formaciju, vojnog ustroja za obavljanje obrambeno-redarstvenih dužnosti u Republici Hrvatskoj, preteču Hrvatske vojske. 

Bila je to prva službena smotra postrojbe koja je predala prijavak Predsjedniku, pa je i sam čin označio povijesno osnivanje oružanih snaga. 
»Vi ste danas položili prisegu i preuzeli veliku i plemenitu obvezu«, rekao je gardistima prvi hrvatski predsjednik Franjo Tuđman i dodao:»Nadam se da ćemo demokratskim putem spriječiti one koji nam žele raditi o glavi. Ali, bude li potrebno branit ćemo svi skupa, do posljednjeg, svoju slobodu i suverenost.«
Ispred predsjednika bili su postrojeni i Združeni odred policije, Mornarička brigada ZNG-a, plave beretke, diverzanti, padobranci i pripadnici motoriziranih, zračnih, te protuoklopnih i protuzračnih jedinica. Također, uz puno simbolike, nazočni su bili i sinjski alkari.

## Prvi mimohod
U kasno proljeće 1991. godine sve je upućivalo na katastrofu demokratske Hrvatske. Četnička pobuna, koju je pokrenuo Beograd, a svojim tenkovima štitila jugovojska, bila je krvava najava unaprijed smišljene velikosrpske agresije. Svi međunarodni čimbenici očekivali su brz hrvatski slom, temeljeći svoje prosudbe na ubojitoj snazi JNA, četvrte vojne sile u Europi. Na opće iznenađenje, 28. svibnja 1991. u Zagrebu je održan svečani mimohod prvih postrojbi hrvatske vojske, tada još pod nazivom Zbora narodne garde i u sastavu Ministarstva unutarnjih poslova. Predsjednik Tuđman odlučio se na taj potez suočen s predvidivom agresijom i poučen povijesnom spoznajom da nijedan narod nije izborio vlastitu slobodu i nezavisnost bez vlastitih oružanih snaga. 

Pred državnim vrhom, tog su se dana postrojili odredi pješaštva, policije, mornarice, zatim plave beretke, diverzanti i pripadnici protuoklopnih i zračnih snaga Republike Hrvatske. Tu su bili i sinjski alkari da bi podsjetili na junaštvo mnogih hrvatskih generacija. Poslije svečane prisege domovini, predsjednik Tuđman predao je zastave zapovjednicima postrojenih brigada, a potom odaslao glavne poruke: 
»Mi smo miroljubiv narod, no moramo stvoriti silu jer ima onih, koji bi htjeli protiv hrvatske slobode i suverenosti Nećemo se naoružavati radi osvajanja tuđih teritorija, imat ćemo onoliko, koliko je potrebno za slobodu Hrvatske i hrvatskog naroda.«

Jugogeneralski vrh ironizirao je povijesni događaj u Zagrebu gdje je prvi put poslije mnogih desetljeća ustrojena Hrvatska vojska. Njegovi glasnogovornici sve su predstavili kao grotesku u još jednoj balkanskoj paradjz-republici. Beogradska Duga je pisala: 
»Sva hrvatska sila začas bi pala pred jednim mehanizovanim bataljonom JNA.« Međunarodni vojni stručnjaci, s druge strane, smatrali su da za stvaranje prave vojske treba najmanje osam godina. Mladićima s Zagrebova stadiona uskoro su se pridružili još deseci tisuća boraca. Uz veliko samoodricanje, hrvatski je narod s vremenom stvorio snažnu vojnu silu, koja je obranila Hrvatsku, a zatim u Bljesku i Oluji munjevito oslobodila zaposjednute hrvatske krajeve.

## Povjesnica
Zbor narodne garde se ustrojio kao odgovor na razoružavanje Teritorijalne obrane u Hrvatskoj kao i zbog nemogućnosti nove hrvatske države da osigura teritorijalni integritet i funkcioniranje pravne države na svom cjelokupnom državnom području.
Jedinicama Zbora narodne garde zapovijedalo je Ministarstvo obrane, a formalno su bile ustrojene u Ministarstvu unutarnjih poslova.
Krajem srpnja 1991. godine formirano je Zapovjedništvo ZNG-a, a zatim su osnovana zapovjedništva za istočnu Slavoniju, za banijsko-kordunsko područje, za ličko područje, za srednju i sjevernu Dalmaciju i za južnu Dalmaciju. U kolovozu je osnovano i Zapovjedništvo Zagrebačkog korpusa ZNG čime je zaokruženo ustrojstvo obrambenog sustava Republike Hrvatske. Hrvatske oružane snage su tada imale ukupno 60 tisuća pripadnika, od čega je polovica – 30 tisuća pripadnika bilo u sastavu MUP-a. Temeljem Zakona o obrani donesenog u rujnu 1991., oružane snage organiziraju se u jedinstvenu Hrvatsku vojsku (HV), a 21. rujna 1991. godine uspostavlja se Glavni stožer (GSHV), s načelnikom generalom Antonom Tusom. U HV-u je kao poseban dio zadržan Zbor narodne garde kao profesionalan sastav, a pričuvni sastav ZNG i Teritorijalne obrane preveden je u pričuvni sastav HV-u. Jedinice ZNG-a 3. studenog 1991. formalno su preimenovane u Hrvatsku vojsku.
U godinama nakon Domovinskog rata Oružane snage RH započele su procese transformacije u skladu s potrebom za racionalizacijom Oružanih snaga, kao i odlukom za pristupanje Sjevernoatlantskom savezu (NATO). Cilj je bio stvoriti malu, učinkovitu, mobilnu i modernu oružanu silu koja će moći odgovoriti svim zadaćama koje se pred nju postave. U tim naporima dragocjena pomoć bila su iskustva iz Domovinskog rata. Oružane snage RH prihvaćala su visoke standarde usmjerivši svoje napore prema ostvarivanju kompatibilnosti i interoperabilnosti s oružanim snagama Sjevernoatlantskog saveza. Stalnom i sustavnom obukom i školovanjem dostignute su zahtjevne sposobnosti. Ti napori Oružanih snaga Republike Hrvatske značajno su pridonijeli punopravnom članstvu Hrvatske u NATO-u.
Proces približavanja NATO-u intenziviran je 2000. godine kada je Hrvatska postala pridružena članica u Parlamentarnoj skupštini NATO-a, a poseban zamah je taj proces dobio nakon 2002. godine kada je Hrvatska dobila Akcijski plan za članstvo (MAP-Membership Action Plan). Strateški dokumenti koji su doneseni - Strategija nacionalne sigurnosti (2002.), Strateški pregled obrane (2005.) i Dugoročni plan razvoja OSRH 2006. – 2015. (2006.) dali su i smjer razvoja Oružanih snaga.
Razdoblje od 1998. – 2009. obilježilo je više nego dvostruko smanjivanje broja pripadnika OSRH na cca 18.000 pripadnika u 2009. ali i početak sudjelovanja pripadnika Oružanih snaga u mirovnim misijama (prva mislija - 1999. Sierra Leone) pri čemu je tako Republika Hrvatska u vrlo kratkom razdoblju od primateljice međunarodnih snaga postala davateljica mirovnih snaga.
Od početka sudjelovanja, 1999. do danas u misijama UN-a, NATO-ovim misijama i misijama EU sudjelovalo je više od 5000 pripadnika Oružanih snaga.
Također navedeno razdoblje obilježili su novi ustroj OS RH, procesi opremanja i modernizacije, suspendiranje obveznog služenja vojnog roka i početak projekta dragovoljnog služenja vojnog roka i projekt civilno vojnog školovanja "Kadet".

## Oružane snage Republike Hrvatske danas
U skladu sa zahtjevima koji su postavljeni pred OS RH u nacionalnoj obrani te ispunjavanju obveza koje proistječu iz članstva u NATO-u, definirane su misije i zadaće OS RH iz kojih se razvijaju potrebne vojne sposobnosti i elementi snaga potrebni za dostizanje tih sposobnosti. Razvoj ključnih sposobnosti snaga usmjeren je na sposobnosti planiranja i izvođenja združenih operacija, te međunarodnih operacija odgovora na krize što uključuje i djelovanje OS RH i izvan nacionalnog teritorija, ali uvijek u sklopu savezničkih snaga (bilo u okvirima NATO, UN, EU ili drugih koalicijskih snaga), a u skladu s interesima i mogućnostima Republike Hrvatske.
Trenutačno se u OS RH nalazi ukupno 17.585 osoba, od toga 15.351 djelatne vojne osobe i 2.234 državnih službenika i namještenika.
Uz zadaće u Republici Hrvatskoj koje, osim obrambenih zadaća uključuju i aktivnosti koje se odnose na angažman Obalne straže, sudjelovanje u protupožarnim aktivnostima, medicinskim letovima i akcijama traganja i spašavanja, cca. 257 pripadnika Oružanih snaga u ovom trenutku sudjeluju u pet mirovnih misija UN-a u, dvije NATO mirovne operacije – ISAF u Afganistanu i KFOR na Kosovu, te u jednoj misiji EU-a – Atalanta (Somalija, Adenski zaljev).
Osim suradnje sa zemljama članicama NATO-a OS RH ostvaruju intenzivnu suradnju sa zemljama u susjednom području čime se daje značajan doprinos ukupnoj vanjskoj politici Republike Hrvatske, procesima tranzicije, povjerenja i sigurnosti u regiji. Opsežnom suradnjom u planiranju i provedbi operacija te ostvarivanju dodijeljenih misija i zadaća zajedno s državama članicama NATO-a ostvaruje se kontinuiran napredak u razvoju obrambenog sustava i njegovo usklađivanje s najboljom praksom razvijenih obrambenih sustava u svijetu.

## Vanjske poveznice

### Sestrinski projekti
|  | Zajednički poslužitelj ima još gradiva o temi Osamnaesta obljetnica Oružanih snaga Republike Hrvatske |
|  | Zajednički poslužitelj ima još gradiva o temi Dvadeseta obljetnica Oružanih snaga Republike Hrvatske  |